# Pseudogyndesoides latus
Pseudogyndesoides latus is een hooiwagen uit de familie Gonyleptidae.